# Lilium ciliatum
Lilium ciliatum là một loài thực vật có hoa trong họ Liliaceae. Loài này được P.H.Davis miêu tả khoa học đầu tiên năm 1968.

## Phân bố
Đây là loài đặc hữu của vùng đông bắc Anatolia ở Thổ Nhĩ Kỳ. Nó mọc ở bìa rừng, trong các khoảng trống và đồng cỏ. Nó được tìm thấy ở độ cao từ 1.500 đến 2.400 mét so với mực nước biển.